# Haus des Geldes: Korea
Haus des Geldes: Korea (Originaltitel: Jongi-ui Jip: Gongdonggyeongjeguyeok, wörtlich: Haus des Papiers: Gemeinsame Wirtschaftszone, internationaler Titel: Money Heist Korea: Joint Economic Area) ist eine südkoreanische Serie, bei der es sich um eine Adaption der spanischen Serie Haus des Geldes handelt. Die Serie wurde am 24. Juni 2022 weltweit auf Netflix veröffentlicht. Der zweite Teil der Serie wurde am 9. Dezember 2022 zu Netflix hinzugefügt.

## Handlung
Die unter der Regierung von Moon Jae-in begonnenen Gespräche mit Nordkorea und die folgenden Gipfeltreffen zwischen Kim Jong-un und Donald Trump ab 2018 liefen erfolgreich, so dass eine Wiedervereinigung zwischen Nord- und Südkorea beschlossen wird. Die ehemalige Joint Security Area wird zur gemeinsamen Wirtschaftszone, der Joint Economic Area (JEA; in der deutschsprachigen Synchronisation als „Gemeinsame Wirtschaftszone (GWZ)“ bezeichnet) umfunktioniert. Hier befindet sich auch die neu errichtete Banknotendruckerei für die koreanische Einheitswährung. Nord- und Südkorea sollen nach und nach vereinigt werden, doch Reisen sind direkt möglich.
Die junge Frau Lee Hong-dan wächst in Nordkorea auf und hört heimlich Musik von BTS. Nach ihrem Schulabschluss muss sie sofort in die Armee und wird dort ausgebildet. Als im Jahre 2025 überraschend die Errichtung der gemeinsamen Wirtschaftszone beschlossen wird und Reisen zwischen Nord und Süd ermöglicht werden, versucht sie ihr Glück in Südkorea. Dort macht sie jedoch desillusionierende Erfahrungen und der koreanische Traum bleibt nur ein Traum: Sie landet in einer Bar für nordkoreanische Escorts, weist die Männer aber immer ab, bevor es zum Sex kommt. Als ihr Chef ihr sagt, sie würde so nie ihre Schulden abbezahlen können, und ihr Drogen anbietet, platzen plötzlich zwei weitere Männer in die Unterhaltung rein, eine Frau im Schlepptau, die kaum bei Bewusstsein ist. Sie wollte flüchten und die Männer wollen dafür ihre Organe. Lee erkennt die Frau und will ihr helfen. Es gelingt ihr aufgrund ihrer militärischen Ausbildung letztlich, alle drei Männer zu überwältigen. Später tötet sie weitere Gangster und will anderen Frauen helfen, wird jedoch aufgrund der Morde von der Polizei gesucht. Sie sieht keinen Sinn mehr im Leben und will sich umbringen, als plötzlich ein Mann auftaucht, der sich Professor nennt. Er erzählt ihr, dass von der Wiedervereinigung alle hätten profitieren sollen. Stattdessen wurden aber nur die Reichen noch reicher. Um eine Veränderung zu bewirken, plane er etwas Großes und möchte Lee Hong-dan in seinem Team haben.
Der Professor stellt ein Team mit weiteren Ganoven aus dem Norden und dem Süden zusammen, um kurz vor der Wiedervereinigung Koreas in die Banknotendruckerei einzudringen und dort vier Billionen Won zu drucken.(Dieser Geldbetrag ist schwierig in heutige Währungen umzurechnen, da es sich um eine neue, wiedervereinigte Währung von Nord- und Südkorea handeln soll. Nach den Wechselkursen zum Zeitpunkt der Veröffentlichung der Serie entsprächen vier Billionen südkoreanische Won etwa drei Milliarden Euro; vier Billionen nordkoreanische Won hingegen gut vier Milliarden Euro. Stand: 25. August 2023.)
Um ihre Identität zu schützen und um persönliche Bindungen zu vermeiden, benennen sich die Mitglieder der Gang nach Großstädten. Lee Hong-dan heißt von nun an Tokio, die anderen Mitglieder nennen sich Berlin, Rio, Helsinki, Oslo, Moskau, Denver und Nairobi. Sie überfallen eine Papierlieferung an die Banknotendruckerei und schleusen sich auf diese Weise in das Gebäude ein. Während der Professor von außen das Geschehen steuert, bemühen sich die acht Gangmitglieder im Inneren des Gebäudes, das Geld zu drucken, die Geiseln in Schach zu halten und ein Eindringen der Polizei zu verhindern. Während die Gang die Geiseln den vermeintlichen Fluchttunnel graben lässt, mit dem die Polizei in die Irre geführt werden soll, kümmert Spezialist Moskau sich um den tatsächlichen Fluchtweg, auf dem dann das selbstgedruckte Geld aus dem Gebäude geschafft werden soll. 

### Abweichungen von der Handlung der Originalserie
Abgesehen von den zwangsläufigen Änderungen, die durch den neuen Ort der Handlung bedingt sind (andere Währung, andere Ränge und Titel bei der Polizei bzw. den Einsatztruppen, andere Ortsnamen usw.), wurden im Vergleich zur spanischen Originalserie bereits in der ersten Hälfte der Folgen diverse Abweichungen in der Handlung oder in einzelnen Aspekten eingebaut, von denen einige im Folgenden aufgelistet sind:
- Die Masken, die von der Gang verwendet werden (sowohl die „Hauptmaske“ als auch die „Ersatzmaske“), sind andere als in der Originalserie. Anstelle der Dalí-Masken werden traditionelle Hahoe-Masken verwendet, um mehr koreanische Elemente in die Serie zu bringen. Diese wurden in früheren Zeiten vor allem von Narren getragen, die die herrschende Klasse kritisierten und in ihren Stücken verspotteten.
- Tokio und Rio sind in der Adaption kein Paar, sondern nähern sich erst während des Überfalls einander zaghaft an.
- Der Professor und die ermittelnde Inspektorin kennen sich bereits vor dem Überfall und haben bereits im Vorfeld eine Affäre.
- Der Professor ist selbst Inhaber des Cafés, in dem er sich mit der Inspektorin oft trifft. Dieses trägt den Namen Bella Ciao; das gleichnamige italienische Partisanenlied, das in der Originalserie mehrfach auftauchte und durch sie zu neuer Popularität gelangte, kommt im Remake jedoch nicht vor.
- Der Professor war früher tatsächlich als Hochschuldozent tätig.
- Helsinki und Oslo sind keine ehemaligen Soldaten, sondern Schutzgeldeintreiber und kennen sich aus der gemeinsamen Zeit in einem Waisenhaus. Dafür hat Tokio eine militärische Vergangenheit und entsprechende Kenntnisse und Fähigkeiten.
- Die Affäre des Direktors, in die Denver sich dann verlieben wird, behauptet hier lediglich für eine Weile, schwanger zu sein. In der Originalserie erwartete sie tatsächlich ein Kind.
- Der gewalttätige Ex-Mann der Inspektorin ist kein Polizeikollege, sondern ein ambitionierter Politiker.
- Rio ist ein ehemaliger Medizinstudent und besitzt daher bessere medizinische und anatomische Kenntnisse als der Rest der Truppe.
- Aufgrund eines unabsichtlich gesendeten Videos werden von der Polizei in der Folgezeit nicht Rio und Tokio, sondern Rio und Nairobi als erste Bankräuber identifiziert.
- Die Banknotendruckerei besitzt eine Kantine, sodass die Verpflegung der Geiseln und der Gang zunächst gewährleistet ist.
- Die wertvollste Geisel war in der Originalserie das „Lämmchen“, die Tochter des britischen Botschafters in Spanien. Hier ist sie das „Mäuschen“ und die Tochter des US-Botschafters in Südkorea.
- Das Auto, das die Gang während der Vorbereitungen nutzte, wurde ebenfalls ungeplanterweise nicht verschrottet, nur ist hier dafür Oslo verantwortlich, nicht Helsinki. Außerdem gelingt es dem Professor hier in der Adaption nicht, die Spuren in jenem Auto zu entfernen, sodass er es vom Hof des Schrottplatzes stehlen muss und sich eine wilde Verfolgungsjagd mit der Polizei liefert.
- Während der Direktor der Banknotendruckerei nach einer Schussverletzung operiert wird, versucht die Polizei, ein paar ihrer Leute in das Gebäude eindringen zu lassen, die sich dort, ebenfalls mit roten Overalls und Masken verkleidet, unter die Geiseln mischen sollen. Dies deckt sich bis auf kleine Abweichungen mit der Handlung im Original. Hier in der Adaption gelingt es jedoch einem der Polizisten, den Plan umzusetzen und sich unter die Geiseln zu mischen. Hierdurch ergibt sich ein neuer Handlungsstrang.
- Als die Inspektorin in die Banknotendruckerei gelassen wird, um sich vom Zustand der Geiseln zu überzeugen, wird ihr gestattet, diesen Besuch mit einer Kamera live für die Außenwelt zu übertragen.

Einige weitere Änderungen kommen durch den Umstand zustande, dass der Konflikt zwischen Nord- und Südkorea aufgegriffen wird. So bestehen sowohl das Ermittlerteam als auch die Gruppe der Geiseln aus Nord- und Südkoreanern, was zu Spannungen führt. Der Vertrauenskonflikt der Originalserie, der zwischen Inspektorin Raquel Murillo Fuentes und Subinspektor Ángel Rubio entstand, wird hier zwischen der südkoreanischen Inspektorin Seon Woo-jin und ihrem nordkoreanischen Kollegen Cha Moo-hyuk ausgetragen.
Ein weiterer Unterschied zwischen Originalserie und Adaption ist, dass die Handlung in der koreanischen Fassung in weniger Folgen und somit in deutlich kürzerer Laufzeit erzählt wird. Die Handlung wurde daher an vielen Stellen stark verdichtet, es treten weniger (und kürzere) Rückblenden in die Zeit der Planungen und Vorbereitungen auf und die Figuren werden nicht in vergleichbarer Tiefe vorgestellt.
In der zweiten Hälfte weiten sich die Unterschiede zwischen Originalserie und südkoreanischer Adaption deutlich aus und es wird ein stärkerer Fokus auf die politischen Zusammenhänge des geteilten Koreas gelegt. Szenen und Aspekte sowie der grobe Fortlauf der Originalserie werden jedoch weiterhin aufgegriffen; an wenigen Stellen werden zudem Vorgänge aus dem zweiten Coup der Originalserie eingebaut, so zum Beispiel das Auftauchen von Nairobis Sohn als Druckmittel gegen die Bankräuber oder der Geldabwurf aus Ballons über dem Zentrum einer Stadt.

Weitere Unterschiede zur Originalserie sind im zweiten Teil unter anderem:
- Nachdem (wie in der Originalserie) Oslo und Moskau in der Banknotendruckerei ihren Tod fanden, scheint auch Berlin bei der Flucht am Ende zu sterben. Im Gegensatz zum spanischen Original überlebt er jedoch im Remake überraschend und taucht ganz am Ende wieder auf.
- Das Versteck der Bande, von dem aus die Flucht mit einem Lastwagen stattfinden soll, wird früher als im Original von der Polizei entdeckt und umzingelt, sodass dieser Weg nun abgeschnitten ist. Das Team flieht dann durch einen alten nordkoreanischen Tunnel, den der Vater von Berlin und dem Professor freigehalten hat. Das Land verlassen sie dann mit einem Zug, der von Nordkorea nach Cherson (Ukraine) fährt. Offenbar soll es sich hierbei um eine erweiterte Strecke der Transsibirischen Eisenbahn handeln, die über die Bahnstrecke Chassan–Rajin bereits heute bis nach Nordkorea führt.
- Die Inspektorin reist dem Professor somit nicht nach Palawan im Westen der Philippinen nach, sondern trifft ihn in der Ukraine am Mündungsdeltas des Dnepr beim Angeln.

## Produktion
Im Juni 2020 wurde bekannt gegeben, dass BH Entertainment ein Remake der spanischen Netflix-Serie La casa de papel plane und mit Netflix im Gespräch sei. Letztlich beteiligte sich Netflix an der Produktion. Regie führte Kim Hong-sun, der seine Karriere 1996 als Produzent beim Fernsehsender SBS begann. Zuletzt drehte er die Fernsehserien L.U.C.A.: The Beginning (tvN, 2021), Tell Me What You Saw (OCN, 2020) und The Guest (OCN, 2018). Das Drehbuch adaptierte Ryu Yong-jae, der zuvor die Netflix-Serie My Holo Love (2020) schrieb.
Als Szenario wollte man zum Plot des Originals die Koreanische Wiedervereinigung als Thema hinzufügen. Dafür wurde in der Joint Economic Area eine fiktive Stadt kreiert, die nord- und südkoreanische Kultur vereinigt. Für die neu geschaffene Währung des vereinten Koreas haben die Produzenten das Porträt der Unabhängigkeitsaktivistin Yu Gwan-sun für den 100.000-Won-Schein gewählt. Auf den 50.000-Won-Schein ist das Porträt von An Chung-gun zu sehen, der ebenfalls Unabhängigkeitskämpfer war.

## Besetzung und Synchronisation
Die deutschsprachige Synchronisation entstand nach den Dialogbüchern von Tobias Ache, Alexander Ziegenbein und Jens Hartwig sowie unter der Dialogregie von Andreas Hinz durch die Synchronfirma Iyuno-SDI Group Germany in Berlin.
| Schauspieler    | Rolle                       | Synchronsprecher     | Rollenbeschreibung |
| --------------- | --------------------------- | -------------------- | --- |
| Yoo Ji-tae      | Park Sun-ho alias Professor | Julien Haggège       | Der Professor ist der Drahtzieher hinter dem Überfall auf die Münzprägungsanstalt. Dazu hat er acht kriminelle engagiert und zwei Monate vorab eine Beziehung zu der Unterhändlerin Seon Woo-jin aufgebaut. Park Sun-ho war mal ein wirklicher Professor auf dem Gebiet der Koreanischen Wiedervereinigung.                                                                               |
| Kim Yunjin      | Seon Woo-jin                | Susanne Geier        | Seon Woo-jin wurde auf südkoreanischer Seite als Unterhändlerin ausgewählt, um mit den Kriminellen zu verhandeln. Ihr Ex-Mann ist der einflussreiche Politiker Kim Sang-man, gegen den sie den Sorgerechtsstreit um ihre gemeinsame Tochter gewonnen hat. |
| Park Hae-soo    | Song Jung-ho alias Berlin   | Florian Clyde        | Der 41-jährige Song Jun-ho versuchte als Kind mit seiner Mutter aus Nordkorea zu fliehen. Bei der Flucht über den Yalu wird seine Mutter getötet und er wird in ein Internierungslager gesteckt. Dort setzt er sich stets gegen die anderen Gefangen durch und kann bei einem Aufstand fliehen. Er übernimmt anfangs die Leitung der Kriminellengruppe innerhalb der Münzprägungsanstalt. |
| Jeon Jong-seo   | Lee Hong-dan alias Tokio    | Tanya Kahana         | Lee Hong-dan wuchs in Nordkorea auf und träumte immer vom Süden. Doch ihre Träume haben sich nicht erfüllt. Sie folgt treu dem Plan des Professors und ist nicht an dem Geld interessiert. |
| Lee Won-jong    | Oh Man-sik alias Moskau     | Hanns-Jörg Krumpholz | Ein ehemaliger Minenarbeiter und Ingenieur aus Mungyeong. Er ist der Vater von Taek-su (Denver). Er wollte nie, dass sein Sohn auch ein Krimineller wird. Seine Aufgabe beim Überfall ist es, einen Fluchttunnel zu graben. |
| Park Myung-hoon | Cho Young-min               | Frank Schaff         | Direktor der Münzprägeanstalt. Er ist verheiratet und hat zwei Kinder, hat aber eine Affäre mit Yun Mi-sun. Nach dem Überfall ist er eine Geisel der Kriminellen. Er versucht zu entkommen und mit der Polizei Kontakt aufzunehmen. |
| Kim Seung-o     | Cha Moo-hyuk                | Nils Nelleßen        | Der Unterhändler auf nordkoreanischer Seite und damit Partner von Seon Woo-jin. Anfangs befindet er Seon für zu zaghaft, doch später arbeiten beide eng zusammen. |
| Kim Ji-hun      | Oh Taek-su alias Denver     | Ricardo Richter      | Der Sohn von Man-sik (Moskau). Er hegt einen Groll gegen seine Mutter, die ihn verlassen hat. |
| Jang Yoon-ju    | Sim Young-mun alias Nairobi | Luisa Wietzorek      | Eine Betrügerin, die häufig mit ihren Überfällen und Gaunereien prahlt. |
| Lee Joo-bin     | Yun Mi-sun alias Stockholm  | Daniela Molina       | Eine Mitarbeiterin der Münzprägeanstalt und nach dem Überfall eine Geisel. Sie hat eine Affäre mit dem Leiter der Anstalt, Cho Young-min. |
| Lee Hyun-woo    | Han Joseph alias Rio        | Tim Schwarzmaier     | Entstammt einer reichen Familie. Er hat sein Medizinstudium abgebrochen und arbeitet als Hacker. |
| Kim Ji-hoon     | Ko Myung-tae alias Helsinki | Peter Sura           | Ein Gangster aus Yanbian. |
| Lee Kyu-ho      | Lee Sang-yeon alias Oslo    | Kevin Kraus          | Ein Gangster aus Yanbian. |
| Kil Eun-sung    | Park Chul-woo               | Vlad Chiriac         | Ein Spezialagent, der versucht, die Kriminellen zu infiltrieren und den Professor zu töten. |
| Lee Si-woo      | Anne Kim                    | Jodie Blank          | Die Tochter des US-Botschafters in Südkorea. Sie ist eine Schlüsselfigur für den Überfall und die wichtigste Geisel der Kriminellen. Sie versucht stets, der Polizei Informationen zuzuspielen. |
| Lee Yong-nyeo   | Park Pil-soon               | Elvira Schuster      | Die Mutter von Seon Woo-jin. |
| Park Soo-young  | Leiter Yoon Chang-soo       | Bernd Vollbrecht     | Der Polizeichef der Joint Economic Area. |
| Jang Hyun-sung  | Kim Sang-man                | Tobias Lelle         | Ein einflussreicher Politiker, dem eine Präsidentschaftskandidatur in Aussicht gestellt wird. Er ist der Ex-Mann von Seon Woo-jin. |
| Lee Yoon-hee    | Ri Cheong-myung             | Sven Brieger         | |

## Episodenliste

### Staffel 1, Teil 1
| Nr. (ges.) | Nr. (St.) | Deutscher Titel | Originaltitel | Regie        | Drehbuch                                    |
| --- | --------- | --------------- | ------------- | ------------ | ------------------------------------------- |
| 1 | 1         | Folge 1         | 1화           | Kim Hong-sun | Ryu Yong-jae, Kim Hwan-chae & Choe Sung-jun |
| Eine nordkoreanische Soldatin mit dem Namen Lee Hong-dan, heimlich ein Fan der südkoreanischen K-Pop-Boyband BTS, berichtet von ihrem Leben, wie es vor den Bemühungen zur Wiedervereinigung von Nord- und Südkorea war. Die eigentliche Geschichte beginnt dann im Jahr 2025, als die Nord-Süd-Grenze der koreanischen Halbinsel geöffnet wird, damit Nordkoreaner und Südkoreaner zur Arbeit zwischen beiden Ländern pendeln können. Außerdem fließen nun große Investitionen aus den Süden in den Norden und es wird eine gemeinsame Wirtschaftszone (GWZ) errichtet, die das Wirtschaftswachstum der beiden Koreas gewährleisten soll. Auch Lee Hong-dan ging, wie viele Nordkoreaner, in den Süden, um Arbeit zu finden. Desillusioniert vom Leben im Kapitalismus wendet sie sich aber schließlich einem kriminellen Lebenswandel zu, beraubt und tötet Kredithaie, die viele Nordkoreaner und arme Südstaatler erpressten, und wird zu einem landesweiten Flüchtling. Ein Jahr später, nachdem ihre Komplizin getötet worden ist, wird sie kurz vor einem Selbstmordversuch von einem Mann angeworben, der sich als „Professor“ vorstellt. Er überzeugt sie, bei einem Raubüberfall mitzumachen, bei dem eine Summe von vier Billionen Won erbeutet werden soll. Lee Hong-dan schließt sich ihm an und erhält den Codenamen „Tokio“. Zu Tokio gesellen sich auch der ehemalige nordkoreanische Lagergefangene „Berlin“, die Betrügerin „Nairobi“, der Ex-Sträfling „Moskau“ mit seinem kleinkriminellen Sohn „Denver“, der ehemalige Medizinstudent und talentierte Hacker „Rio“ sowie die früheren Schutzgeldeintreiber „Oslo“ und „Helsinki“ von einer Yanbian-Bande. Gemeinsam plant die Gruppe, die Banknotendruckerei der GWZ zu überfallen, die Angestellten und Besucher als Geiseln zu nehmen und Banknoten im Wert von vier Billionen Won zu drucken. Es gelingt der Gruppe, in die Druckerei einzudringen, wobei der Professor außerhalb verbleibt und von dort aus alles koordiniert. Seon Woo-jin, die Leiterin des südkoreanischen Verhandlungsteams, und der nordkoreanische Offizier Cha Moo-hyuk werden angewiesen, eine Gruppe von Polizisten aus beiden Koreas zu führen, um die Geiselnahme zu beenden. Was Woo-jin nicht weiß: Der Professor ist ihr aktueller Liebhaber und Cafébesitzer Park Sun-ho. |           |                 |               |              |                                             |
| 2 | 2         | Folge 2         | 2화           | Kim Hong-sun | Ryu Yong-jae, Kim Hwan-chae & Choe Sung-jun |
| Ohne also die Identität des Professors zu kennen, beginnt Woo-jin mit den Verhandlungen. Die Stimme des Professors (der aus einem geheimen Raum in seinem Café agiert) ist dabei verstellt, sodass sie ihn nicht erkennt. Die Polizei sorgt sich zunächst um die Sicherheit der Geiseln. Unter jenen sind der Direktor der Münze, Cho Young-min, dessen Geliebte und Angestellte Yoon Mi-seon sowie eine Schulklasse, zu der auch Anne Kim gehört, die Tochter des US-Botschafters. Schnell versuchen die Geiseln, Kontakt zur Außenwelt aufzunehmen, was sich schwierig gestaltet, da alle Mobiltelefone eingesammelt wurden. Der Direktor, der sein Leben in Gefahr sieht und verzweifelt herauskommen möchte, bittet Mi-seon ihm zu helfen, seine Smartwatch aus seinem Büro zu holen, um die Polizei zu kontaktieren. Diese gibt nun vor, schwanger zu sein, sodass Denver sie in einen anderen Raum bringt, in dem sie ihre Ruhe hat. Mit Annes Hilfe kann sie sich jedoch hinausschleichen und die besagte Uhr holen. Nach einigen Kontaktversuchen mit der Außenwelt wird die Smartwatch jedoch von der Gang entdeckt, woraufhin Berlin beschließt, Mi-seon trotz der Anweisung des Professors zu bestrafen, dass die Geiseln nicht zu Schaden kommen dürfen, von Denver hinrichten zu lassen. Denver bringt Mi-seon in den Toilettentrackt und schießt dort auf sie. |           |                 |               |              |                                             |
| 3 | 3         | Folge 3         | 3화           | Kim Hong-sun | Ryu Yong-jae, Kim Hwan-chae & Choe Sung-jun |
| Tokyo entdeckt, dass Denver Mi-seon lediglich ins Bein geschossen hat und beschließt, ihm zu helfen, sie in einem abgelegeneren Raum zu verstecken, wo sie Erste Hilfe leisten. Tokio möchte Berlin aufgrund seiner Gewalt und Unberechenbarkeit seiner Führungsposition entheben. Direktor Young-min wird von den anderen Geiseln verbal angegriffen, da er durch seinen Egoismus für den vermeintlichen Tod von Mi-seon mitverantwortlich ist. Die nordkoreanischen Mitarbeiter der Banknotendruckerei drohen sogar, ihn zu töten, wenn er jemals wieder etwas unternimmt, was die anderen Geiseln in Gefahr bringt. Später bittet Tokio Nairobi und Rio um Hilfe, um Berlin zu entmachten und die ihm treuen Söldner Helsinki und Oslo auszuschalten. Man konfrontiert Berlin im Büro des Direktors, wo die Gangmitglieder in einen hitzigen Streit über Berlins Vorgehen geraten. Während des Streits ist Moskau schockiert zu hören, dass sein Sohn Denver Mi-seon getötet haben soll. Bevor er aufgeklärt werden kann, geht er zur Haupttür der Druckerei, öffnet diese und tritt ins Freie, um sich der Polizei zu stellen. Denver schafft es, ihn einzuholen und aufzuhalten, wobei er seinem Vater vermittelt, dass Mi-seon lebt. Da Scharfschützen vor der Münze stationiert sind, die ihre Waffen auf die beiden richten, schickt Berlin das Team und einige Geiseln maskiert hinaus, um Moskau und Denver zurück ins Innere zu eskortieren. Direktor Young-min greift sich Denvers Waffe und versucht erneut, die Gangmitglieder zu bedrohen. Aufgrund der Maskierung hält die Polizei Young-min für einen Entführer und gibt den Scharfschützen den Feuerbefehl. |           |                 |               |              |                                             |
| 4 | 4         | Folge 4         | 4화           | Kim Hong-sun | Ryu Yong-jae, Kim Hwan-chae & Choe Sung-jun |
| 5 | 5         | Folge 5         | 5화           | Kim Hong-sun | Ryu Yong-jae, Kim Hwan-chae & Choe Sung-jun |
| 6 | 6         | Folge 6         | 6화           | Kim Hong-sun | Ryu Yong-jae, Kim Hwan-chae & Choe Sung-jun |
| Am 24. Juni 2022 wurden alle Folgen des ersten Teils bei Netflix veröffentlicht. |           |                 |               |              |                                             |

### Staffel 1, Teil 2
| Nr. (ges.)                                                                           | Nr. (St.) | Deutscher Titel | Originaltitel |
| ------------------------------------------------------------------------------------ | --------- | --------------- | ------------- |
| 7                                                                                    | 7         | Folge 7         | 7화           |
| 8                                                                                    | 8         | Folge 8         | 8화           |
| 9                                                                                    | 9         | Folge 9         | 9화           |
| 10                                                                                   | 10        | Folge 10        | 10화          |
| 11                                                                                   | 11        | Folge 11        | 11화          |
| 12                                                                                   | 12        | Folge 12        | 12화          |
| Am 9. Dezember 2022 wurden alle Folgen des zweiten Teils bei Netflix veröffentlicht. |           |                 |               |

## Rezeption
Das koreanische Remake der spanischen Erfolgsserie wurde vom Publikum mit sehr polarisierenden Reaktionen aufgenommen. Ein Zwischenstand der Bewertungen auf dem Filmportal IMDB zeigte bei gut 2.500 abgegebenen Bewertungen zum ersten veröffentlichten Teil für 29,4 Prozent der Stimmen die Bestnote von zehn Punkten und auf der anderen Seite der Skala für 32,9 Prozent der Stimmen die schlechteste Note von einem Punkt. Die weiteren Stimmen verteilten sich ebenfalls recht gleichmäßig über die dazwischenliegende Punkteskala. Als Kritikpunkte wurde in den dortigen Kommentare unter anderem genannt, dass die Städte-Decknamen im Remake mit denen der Originalserie identisch seien. 
Der Tokio-Korrespondent der SZ, Thomas Hahn, lobt in seiner Filmkritik zu den ersten sechs Folgen zwar die Auswahl der Darsteller („Jeon Jong-seo bringt als Tokio zum Beispiel die gleiche finstere Weiblichkeit ein wie ihr Pendant Úrsula Corberó im Original. Park Hae-soo, bekannt aus der preisgekrönten Survival-Serie Squid Game, verleiht dem umstrittenen Anführer Berlin eine ähnlich herrenhafte Kühle wie vor ihm schon Pedro Alonso.“), sieht das Remake jedoch als treffendes Beispiel einer uninspirierten „Art des Kreativrecyclings“ an, da es kaum neue Akzente setze und somit als „aufgewärmte Ware“ zu bezeichnen sei. Auffällig sei zudem, dass „es im koreanischen Haus des Geldes eher verklemmt zugeht im Vergleich zur spanischen Version mit ihren anzüglichen Dialogen und zahlreichen Liebesakten; Südkorea ist noch recht konservativ beim Zwischenmenschlichen“.